# Ptolemeu de Commagena
Ptolemeu de Commagena (en grec antic Πτολεμαῖος) va ser un príncep arsàcida (part) emparentat amb els selèucides (probablement casat amb una princesa selèucida). Era sàtrapa de Commagena, i es va convertir en el primer rei d'aquell país l'any 163 aC. Formava part de la dinastia Oròntida, fundada per Orontes I. El seu pare era Orontes IV, fill d'Arsames I.
Ptolemeu va ser l'últim sàtrapa (governador) de Commagena, una província de l'Imperi selèucida. Va servir sota els reis Antíoc III, Seleuc IV Filopàtor, Antíoc IV i Antíoc V Eupator. Va governar com a sàtrapa fins al 163 aC, quan l'Imperi es va començar a descompondre. Va decidir revoltar-se i fer de Commagena un regne independent i va decidir que Samòsata seria la capital del nou regne.
Era parent de Mitridates I de Pàrtia, i segons unes inscripcions i uns relleus trobats al Mont Nemrut, els arqueòlegs han descobert que era descendent del rei Darios I de Pèrsia. Va morir l'any 130 aC, i no es coneix el nom de la seva esposa. El va succeir el seu fill Sames de Commagena.